# Micael Sequeira
Micael Martins Sequeira, (nascido em julho de 1973), mais conhecido como Micael Sequeira, é um treinador português nascido na cidade alemã de Leverkusen. 

## Carreira

### Inícios no S.C. Braga
Licenciado em Educação Física e Desporto e com um Mestrado em Treino de Alto Rendimento, começou a treinar em 1998 no Sporting Clube de Braga onde permaneceu durante 10 temporadas consecutivas, para depois começar a actuar como treinador. Em 2006 começou como técnico no SC Braga B, no que seria o início de uma carreira como treinador com passagem por diferentes clubes.

### Atlético de Valdevez
Em Janeiro de 2009 viveu um dos melhores momentos da sua carreira à frente do Atlético de Valdevez, que disputou os quartos de final da Taça de Portugal pelo Nacional da Madeira, equipa que então ocupava o terceiro lugar da I Liga, conseguindo eliminar a equipa do Alto Minho na lotaria de pênaltis. Além disso, a trajetória nesta competição da equipa da II Divisão B, comandada por Micael Sequeira, foi notável, já que o Atlético de Valdevez eliminou quatro clubes consecutivos da II Liga.

### Desportivo das Aves
A aventura continuou no Desportivo da Aves, onde Micael Sequeira conseguiu os objectivos propostos pela equipa nesse momento, fazendo uma boa temporada 2009/2010 e ficando em 5º lugar da II Liga.

### S.C. Braga e mais
Voltou ao Sporting Clube de Braga como Coordenador de Scouting, clube com o que conseguiu o subcampeonato da UEFA Europa League.  Desde esse momento, seguiram experiências positivas em diferentes clubes como FC Famalicão, Trofense, Freamunde e Merelinense; clubes com os que conseguiu atingir os objectivos propostos para a cada temporada. 

### Al-Nassr
Em 2018 foi chamado para treinar em Arábia Saudita ao equipa B (sub-21) do Al Nassr FC. Micael Sequeira, além de ser o primeiro treinador da equipa B do Al-Nassr FC, também acumulou funções com Treinador Adjunto de Helder Cristóvão, que nesse momento era Treinador Principal do Al-Nassr na Liga Profissional Saudí.
 Três meses depois, o Micael Sequeira exerceu igualmente funções com Treinador Adjunto de Helder Cristóvão no Ettifaq FC na equipa principal, equipa que faltavam dois jogos para evitar a descida de divisão. Após esse dois jogos o objectivo de manutenção foi conseguido. Em abril de 2019, sagrou-se campeão nacional da Youth League sub21 da Arabia Saudita ao vencer os sub21 da o Al-Hilal na final, tornando-se assim como primeiro treinador português a vencer essa competição naquele país.

### Volta ao S.C. Braga
A temporada 2019-2020 ficou marcada com letras de ouro na história desportiva de Micael Sequeira, já que, de regresso ao S.C. Braga com Treinador Adjunto, ganhou em janeiro de 2020 a Taça da Liga contra o FC Porto como também a conquista do 3 lugar na Liga que permitiu o acesso directo a Liga Europa.

### Actualidade
Neste momento, continua exercendo funções no S.C.Braga como Coordenador de Rendimento Desportivo.

## Palmarés
| Clube                | Época       | CONQUISTA                            |
| -------------------- | ----------- | ------------------------------------ |
| Atlético de Valdevez | 2008 - 2009 | Quartos de final da Taça de Portugal |
| Desportivo dás Aves  | 2009 - 2010 | Quinta posição II Liga               |
| S.C. Braga           | 2010 - 2011 | Vice Campeão UEFA Europa League      |
| Merelinense F.C.     | 2015 - 2016 | Campeão Pró Nacional                 |
| Merelinense F.C.     | 2016 - 2017 | Play Off de promoção                 |
| Al-Nassr             | 2018 - 2019 | Campeão Nacional da Arábia Saudita   |
| Al-Nassr             | 2018 - 2019 | Campeão Nacional de Sub21 da Arábia  |
| S.C. Braga           | 2019 - 2020 | Campeão da Taça da Liga              |
| S.C. Braga           | 2019 - 2020 | Terceira posição I Liga              |